# Uli Jenneßen
Uli Jenneßen (* 1964 in Korschenbroich) ist ein deutscher Jazzschlagzeuger.

## Leben
Jenneßen spielte nach ersten Schlagzeugstunden in der Combo von Ali Haurand, bevor er in Düsseldorf Unterricht bei Rolf Drese und Hermann Gehlen erhielt. In Düsseldorf und Würzburg begann er ein Studium der Sprachen und Philosophie. Seit 1986 lebt er als Jazzschlagzeuger in Berlin. Er studierte hier bei Jerry Granelli und arbeitete unter anderem mit John Schröder, Aki Takase, Sirone, Billy Bang, Eugene Chadbourne und Gunter Hampel, der Gruppe LAX und dem Schorsch-Pfister-Trio.
Mit Axel Dörner, Rudi Mahall und Joachim Dette gründete er die Gruppe Die Enttäuschung, die 1996 mit einem Album mit Kompositionen von Thelonious Monk debütierte. Jenneßen wirkte 2003/04 an Alexander von Schlippenbachs Album Monk’s Casino (Intakt) mit, das sich mit dem Gesamtwerk Monks beschäftigt. Weiter gehörte er zu Alexander Beierbachs Tigers of Love.
Mit Rudi Mahall und Olaf Rupp legte Jenneßen 2011 sein erstes Album als Leader, Oljonek, vor. Mit seinem eigenen Quartett veröffentlichte er 2023 das Fusionalbum In the Main.

## Diskographische Hinweise
- Schröder, Walsdorff, Jenneßen Freedom of Speech (1998)
- Eugene Chadbourne Ayler Undead (Grob 2001, mit Joe Williamson)
- In the Main (Unit Records 2023, mit Thibault Falk, Florian Müller, Rodolfo Paccapelo)